# Имбарское староство
Имбарское староство (лит. Imbarės seniūnija) — одно из 8 староств Кретингского района, Клайпедского уезда Литвы. Административный центр — город Салантай.

## География
Расположено на северо-западе Литвы, в северо-восточной части Кретингского района, на Западно-Жямайтской равнине недалеко от побережья Балтийского моря. 
Окружает Салантайское староство со всех сторон. Граничит с Дарбенайским староством на западе, Кулупенайским — на юге, Шатейкяйским и Платяляйским староствами Плунгеского района — на востоке, и Нотенайским и Моседским староствами Скуодасского района — на севере.

## Население
Имбарское староство включает в себя 34 деревни.